# Piazza Mazzini (Castel Goffredo)

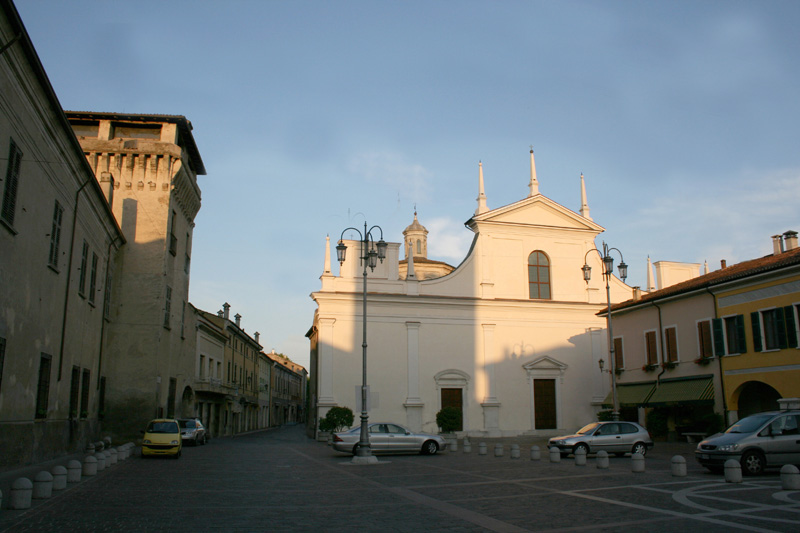
Piazza Mazzini – Ostseite mit Sant’Erasmo

Piazza Mazzini ist ein Platz der Stadt Castel Goffredo in der italienischen Provinz Mantua.

## Beschreibung
Der Platz ist politischer, religiöser sowie kommerzieller Mittelpunkt der Stadt und hier befinden sich einige der bedeutendsten Gebäude:
- Nördlich befindet sich der Palazzo Gonzaga-Acerbi, der aus dem ehemaligen Palazzo del Vicario, dem Stadtturm und Torrazzo besteht;
- Östlich die Propsteikirche Sant’Erasmo;
- Südlich der Palazzo Riva und die aus dem 16. Jahrhundert stammenden Lauben mit den Läden der Händler;
- Westlich das Rathaus.

Der Platz hat seine planimetrische Struktur durch die Jahrhunderte beinahe unverändert behalten. Er kennzeichnet sich durch den rechteckigen Plan, der wahrscheinlich dem altrömischen forum entspricht. Auf der Seite der Lauben steht ein aus dem 19. Jahrhundert stammender Brunnen aus Marmor, der einst Trinkwasser spendete.
Er wird oft zum Schauplatz von kulturellen Events, Konzerten und öffentlichen Veranstaltungen wie dem Karneval von Castel Goffredo, wenn Re Gnocco ausgerufen wird. Zu bestimmten Zeiten des Jahres findet auf dem Platz der Straßenmarkt am Donnerstag statt, den Marchese Alessandro Gonzaga am 1. Juli 1457 durch Erlass stiftete.

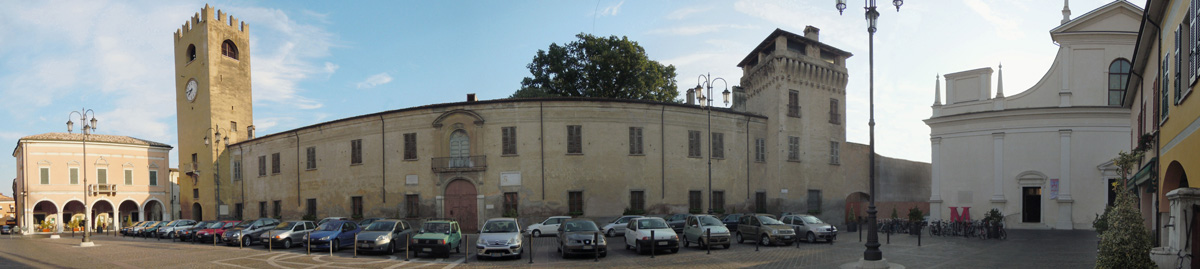
Nordseite mit Palazzo Gonzaga-Acerbi, Stadtturm und Torrazzo, ganz links das Rathaus, rechts Sant’Erasmo

## Geschichte
Der Kanal Tartarello, einmal ungedeckt, durchquerte den schon am Anfang des 14. Jahrhunderts existierenden Platz und versorgte den Wassergraben vor dem Palast der Herren von Castel Goffredo. Der Platz wurde am Anfang des 16. Jahrhunderts, während der Herrschaft von Markgraf Aloisio Gonzaga, neu gestaltet. Der Platz stand schon immer im Mittelpunkt des Stadtlebens: Schon ab 1457 fanden Messen und Feiern zum Besuch des Bischofs statt und auch die wichtigsten Persönlichkeiten, die die Stadt besuchten, betraten den Platz: Kaiser Karl V. am 28. Juni 1543, der Heilige Karl Borromäus im Jahr 1580, der zukünftige König Italiens, Viktor Emanuel II., im Mai 1848 und Giuseppe Garibaldi vom 27. bis 29. April 1862.
Am 3. Januar 1593 wurde vor dem Haupttor der Propsteikirche Sant’Erasmo der Marchese von Castel Goffredo, Rodolfo Gonzaga, ermordet, als er mit seiner Frau Elena und der Tochter Cinzia zur Messe ging.
Der Platz wurde mit der Zeit mehrmals benannt: Zuerst Piazza del Ponte dell'Olmo (Platea Pontis Ulmi), dann Piazza d'Armi, danach Piazza Umberto I. und letztendlich Piazza Mazzini.

## Belege
1. ↑  Piero Gualtierotti, Castel Goffredo dalle origini ai Gonzaga, Mantova, 2008.
2. ↑  Berselli, S. 43
3. ↑   1999 – Immagina. Castel Goffredo: l’evoluzione di un territorio, CD-ROM.
4. ↑  Berselli, S. 44.
5. ↑   Marocchi, S. 175.
6. ↑   Gozzi (2000), S. 85.
7. ↑  Bonfiglio (2005), S. 206.
8. ↑  Gedenktafel an der Fassade des Gonzaga-Acerbi-Palastes auf der Piazza Mazzini.
9. ↑  Bonfiglio (2005), S. 51.
10. ↑  Bonfiglio (2005), p.51.
11. ↑  Berselli, p.66.

Koordinaten: 45° 18′ N, 10° 29′ O